# Mary Hays
Mary Hays (* 4. Mai 1759 in Southwark, London; † 20. Februar 1843 in Lower Clapton London) war eine britische Schriftstellerin und Frauenrechtlerin.

## Leben
Mary Hays wurde 1759 in London als Tochter von John und Elizabeth Hays geboren und wuchs in einer streng calvinistischen Baptistenfamilie auf. Sie hatte weitere Geschwister: Sarah, Joanna, Elizabeth, John und Tommy. Ihr Vater war Seefahrer in der Handelsflotte und starb 1774, als ihre Schwester Joanna ein anderes Mitglied der Gemeinde, John Dunkin, heiratete. Zunächst blieb die Familie weiterhin in ihrem Haus wohnhaft, 1776 zog die Mutter mit den Kindern in ein Haus neben dem der Dunkins. Mary Hays und ihre Schwester Elizabeth schlossen sich dem Arianismus und Unitarismus an, während ihre Mutter sowie ihre Schwestern Joanna Dunkin und Sarah Hays Hills orthodox blieben.
Der Tod des Vaters festigte ihren Glauben an den Determinismus. Als junge Frau schätzte sie eine „exquisite Sensibilität“ und zeigte eine gewohnheitsmäßige Melancholie. Noch während sie 1778 bei ihrer Mutter zusammen mit zwei weiteren unverheirateten Schwestern lebte, startete sie einen Briefwechsel mit John Eccles. Nach zunächst großem Widerstand beider Familien wurde schließlich die Hochzeit vereinbart. Eccles starb jedoch kurz nach der offiziellen Verlobung. Hays erholte sich nie vollständig von dem Schock und blieb unverheiratet.
Hays widmete sich unter der Anleitung des umstrittenen baptistischen Pfarrers Robert Robinson ihrer Religion. Sie besuchte Vorlesungen an der neu eingerichteten Dissenting Academy bei Hackney. Nach einem Angriff von Gilbert Wakefield, einem Lehrer der Akademie, auf den öffentlichen Gottesdienst verfasste sie die Streitschrift Cursory Remarks, zur Verteidigung der Zweckmäßigkeit und Angemessenheit von öffentlichen Gottesdiensten. Diese Schrift wurde 1792 unter dem Pseudonym „Eusebia“ veröffentlicht. Der große Erfolg ihrer Broschüre führte zu einer zweiten Ausgabe und zur Anerkennung von Hays im radikalen Kreis um Joseph Johson, zu dem Mary Wollstonecraft gehörte, die ihre Freundin und Mentorin wurde, wie auch William Blake, Thomas Paine und William Godwin. Im folgenden Jahr veröffentlichte sie Briefe und Essays, Moralisches und Verschiedenes.
Zwischen 1796 und 1797 schrieb Hays Artikel für das Monthly Magazine. Sie beteiligte sich an Debatten über den weiblichen Intellekt. Bei diesen Debatten bestand sie auf der Anerkennung von Umwelt- und Bildungseinflüssen. Dabei wurde sie von Claude Adrien Helvétius beeinflusst. Sie war der Meinung, dass dieser Sensationalismus die Leidenschaften innerhalb der rationalen Philosophie legitimierte. Mit William Godwin führte sie zwischen 1794 und 1800 eine Korrespondenz, ihre Ermutigungen führten zu seiner Heirat mit ihrer Freundin Mary Wollstonecraft. Die lange Korrespondenz zwischen Hays und Godwin zeigt die anfängliche Duldung und Verehrung seitens Hays, die sich zu einer Feindschaft und später zu einem Angriff auf seine kompromisslos rationale Philosophie entwickelte. Hays plädierte stattdessen für eine alternative, intuitive, auf Erfahrung basierende Logik, die ihrer Meinung nach dem täglichen Leben besser angepasst war. Als beim Tod von Wollstonecraft Godwin Hays ihr den Zutritt zum Sterbebett und die Teilnahme an der anglikanischen Trauerfeier verweigerte, endete dieser Briefkontakt.

## Werk
Hays machte die Bekanntschaft von Dissidenten wie George Dyer, Joseph Priestley, John Disney und William Frend und wurde von diesen anerkannt. Sie wurde auch zu Priestleys Abschiedsveranstaltung vor seinem Exil in Amerika 1794 eingeladen. Sie fand so die Möglichkeit, ihr Anliegen zu artikulieren und eine Plattform der Diskussion und Kontroverse aufzubauen. Zu William Frend baute sie eine Beziehung auf, die auch von diesem erwidert wurde, doch Frend behauptete, er hätte nicht die Mittel, um eine Ehefrau zu unterstützen. Diese Beziehung bildete den Stoff für ihren ersten, autobiografischen Roman Memoirs of Emma Courtney, der 1796 erschien. Dieser Roman brachte ihr große Bekanntheit.
Es folgte ihr zweiter Roman The Victim of Prejudice im Jahr 1799. In ihm schildert sie das Unheil, welches aus der zu großen Betonung des Rufs der Keuschheit bei Frauen entstand. Weitere Bücher folgten wie auch Kinderbücher und die viel beachtete Female Biography, or, Memoirs of Illustrious and Celebrated Women of All Ages and Countries in sechs Bänden von 1802. Als ihr radikalstes Werk kann Appeal to the Men of Great Britain in behalf of Women von 1798 gezählt werden, in dem sie argumentierte, dass es keine biblischen oder rationalen Argumente gab, die die fortgesetzte Unterwerfung der Frauen rechtfertigten. Sie schrieb es zeitgleich zu dem berühmten Werk von Mary Wollstonecrafts Vindication of the Rights of Woman, auch wenn es erst sechs Jahre später veröffentlicht wurde. In dem Werk spiegelt sie viele Ansichten Wollstonecrafts wider. Insbesondere der Rat an Frauen, ihre Fesseln abzuwerfen und sich zu bilden, um ihr Potenzial als intellektuell Gleichgestellte der Männer zu verwirklichen. Sie setzte sich gegen die Nachteile einer „weiblichen Bildung“ ein und gegen die schädlichen Auswirkungen der sexuellen Unterscheidungen. Durch ihre unverblümten Darstellungen der weiblichen Leidenschaft wurde sie zur Zielscheibe von Satire wie als Bridgetina Botherim in Memoirs of Modern Philosophers von Elizabeth Hamilton.

## Spätes Leben und Tod
Zu ihrem vielfältigen Freundeskreis gehörte auch die Schriftstellerin Eliza Fenwick, die sie einlud, 1813 bei der Leitung einer Schule in Barbados und 1821 in Amerika zu helfen. Obwohl sie gerne in rationalen Kreisen Anerkennung gefunden hätte, bestand sie auf der Akzeptanz ihrer „Affektionen“. Möglicherweise war sie maßgeblich an Godwins Überarbeitungen seiner Schriften beteiligt. Gegen Ende ihres Lebens bekannte sie, dass sie die Nase von den Systemen voll habe und eine vollständige und gleichgültige Skeptikerin wäre.
Mary Hays starb am 20. Februar 1843 in Lower Clapton und wurde am 25. Februar auf dem Abney Park Friedhof, Stoke Newington, beigesetzt.

## Ehrung
Judy Chicago widmete Mary Hays eine Inschrift auf den dreieckigen Bodenfliesen des Heritage Floor ihrer 1974 bis 1979 entstandenen Installation The Dinner Party. Die mit dem Namen Mary Hays beschrifteten Porzellanfliesen sind dem Platz mit dem Gedeck für Mary Wollstonecraft zugeordnet.

## Schriften
- Letters and Essays, Moral and Miscellaneous (1793)
- Memoirs of Emma Courtney (1796)
- An Appeal to the Men of Great Britain in Behalf of Women (1798)
- The Victim of Prejudice (1799)
- Female Biography (1803)
- The Brothers; or Consequences (1815)
- Family Annals; or The Sisters (1817)